# Mentha asiatica
Mentha asiatica (М'ята азійська) — вид трав'янистих рослин з родини глухокропивові (Lamiaceae), поширений в Азії.

## Опис
Багаторічна трава. Листя супротивне, вічнозелене, ароматне, має незвичайний колір. Виробляє пурпурні яскраві ароматні квіти. Запилюють різноманітні комахи.

## Використання
Зазвичай рослину не розмножують насінням, як і інші види м'яти, оскільки насіння сильно варіюються, а деякі різновиди стерильні. Вирощують як ґрунтопокривну, кулінарну чи лікарську рослину. Легко розмножується живцями з коріння, діленням.

## Поширення
Країни поширення: Афганістан; Китай південно-центральний і Сіньцзян; Іран; Ірак; Казахстан; Киргизстан; Таджикистан; Тибет; Туркменістан; Узбекистан.
Як правило, зростає в місцях від повного сонця до часткового затінку, що містить помірну кількість вологи.